# Torn de tarda
Torn de tarda (títol original: Swing Shift) és una pel·lícula estatunidenca dirigida per Jonathan Demme, estrenada l'any 1984. Ha estat doblada al català. Els protagonistes són Goldie Hawn i Kurt Russell.

## Argument
Kay i Jack Walsh són una parella que s'estimen. Quan arriba la Segona Guerra Mundial, Jack és enviat al front europeu mentre Kay es queda als Estats Units i treballa en la indústria aeronàutica. Però Kay no queda insensible als encants de Mike Lockhart, que treballa en la mateixa empresa que ella.

## Repartiment
- Goldie Hawn: Kay Walsh
- Kurt Russell: Mike 'Lucky' Lockhart
- Christine Lahti: Hazel
- Fred Ward: Archibald 'Galetes' Touie
- Ed Harris: Jack Walsh
- Sudie Bond: Annie
- Holly Hunter: Jeannie
- Charles Napier: Moon Willis
- Stephen Tobolowsky: Francès de Mil
- Penny Johnson: Genevieve
- Belinda Carlisle: Cantant
- Eugene Jackson: Barman a Kelly's
- Roger Corman: Mr. MacBride

## Producció i crítica
Swing Shift  s'ha convertit en un estudi de cas per a un conflicte entre la estrella, el productor i el director. Sobre les objeccions de Demme, es van escriure i rodar 30 minuts addicionals de noves escenes per emfatitzar el triangle amorós de Hawn, modificant la data de llançament prevista pel Nadal de 1983 i augmentant-ne el pressupost. Demme tenia la frase "A Jonathan Demme Film" eliminada dels crèdits i materials promocionals, i la guionista Nancy Dowd va demanar ser acreditada amb el pseudònim de "Rob Morton".
El desembre de 2019,  Swing Shift  té una qualificació del 87% a Rotten Tomatoes, percentatge basat en 15 comentaris. Roger Ebert del Chicago Sun-Times va donar a la pel·lícula tres estrelles de quatre i va escriure: "No hi ha suspens i no hi ha cap gran recompensa emocional, però la pel·lícula és sempre absorbent".